# NGC 4273
NGC 4273 este o galaxie spirală situată în constelația Fecioara. A fost descoperită în 17 aprilie 1786 de către William Herschel. Se află la o distanță de 29,11 de megaparseci de Pământ.